# Metroid: Other M
Metroid: Other M (яп. メトロイド アザーエム Мэторойдо Адза: Эму) — компьютерная игра в жанре action-adventure, разработанная совместно японскими компаниями Nintendo и Team Ninja и выпущенная Nintendo для игровой приставки Wii в 2010 году. Metroid: Other M входит в серию Metroid, и её действие происходит после событий Super Metroid и до истории, рассказанной в Metroid Fusion. Под управлением игрока находится Самус Аран, космическая охотница за головами, обследующая заброшенный и населённый различными инопланетными чудовищами космический корабль. Самус действует совместно с десантным отрядом Галактической Федерации, которым командует её старый друг Адам Малкович.
Разработкой игры занималась группа под названием Project M, собранная из сотрудников Nintendo, Team Ninja и анимационной студии D-Rockets. Ёсио Сакамото, руководивший созданием игр серии и в предыдущие годы, обратился к Team Ninja с предложением поработать над игрой; студия D-Rockets была привлечена к проекту исключительно для работы над внутриигровым видео. По сравнению с другими играми серии Other M содержит намного больше сюжетных сцен и диалогов между персонажами. Как и другие игры серии, Other M совмещает в себе сражения и исследование обширного игрового мира; Самус может сворачиваться в компактный шар и таким образом проникать в узкие проходы. Игрок управляет Самус с видом от третьего лица, используя пульт Wii Remote. Особенностью игры являются атаки в рукопашном бою — их можно применить в сражении с врагом, нанеся ему достаточное количество повреждений.
После выхода игра получила в целом положительные оценки критики, высоко оценившей геймплей, музыку, графическое оформление и общую атмосферу игры. Нарекания у некоторых журналистов вызвали сюжет игры и образ главной героини Самус — в отличие от других игр серии, в Other M Самус показана неуверенной в себе и сильно зависящей от партнера-мужчины. Игра также получила ряд наград от различных изданий. В неделю выхода она была третьей по продажам игрой в Японии и также вошла в десятку самых продаваемых игр для Wii в Северной Америке. В 2016 году Metroid: Other M была перевыпущена в Nintendo eShop, став таким образом доступной для WiiU.

## Геймплей
Metroid: Other M представляет собой action-adventure с трехмерной графикой. Игрок управляет главной героиней серии — Самус Аран, космической охотницей за головами, которая исследует заброшенную космическую станцию под названием «Корабль-Бутылка». Корабль содержит несколько «секторов» с разными условиями окружающей среды – кроме предназначенного для людей Главного сектора, это заросшая джунглями «Биосфера», ледяная «Криосфера» и раскалённая «Пиросфера». Игровой процесс включает в себя решение головоломок, позволяющих раскрывать многочисленные секреты игры, прыжки по платформам и уничтожение врагов. Игра разворачивается линейно — по мере прохождения каждого уровня на внутриигровой карте отображается следующая цель.
Большая часть игры проходит с видом от третьего лица — при этом игрок держит пульт Wii Remote горизонтально, как обычный геймпад. Самус может прыгать, стрелять из закреплённой на руке пушки и сворачиваться в шар — в этой форме она в состоянии закатываться в узкие проходы и оставлять взрывающиеся бомбы. Хотя игровой процесс в целом аналогичен ранним играм Metroid, он проходит в трехмерном окружении, и движение персонажа не ограничено двухмерной плоскостью. Когда пульт Wii Remote направлен на экран, игра переключается в режим шутера от первого лица — здесь игрок может захватывать цели прицелом и пускать по ним ракеты; однако в этом режиме игровой персонаж не может передвигаться. В некоторых сегментах Other M, игрок должен постоянно переключаться между режимами от третьего и от первого лица — например, сражение со стаей летающих врагов происходит в режиме от третьего лица, но гнезда, откуда вылезают эти враги, нужно уничтожать в режиме от первого лица. Кроме сражений, в режим от первого лица игрок может осматривать окружение и искать скрытые предметы.
Metroid: Other M – первая игра в серии Metroid, в которой используется и рукопашный бой, а не только стрельба.  При своевременном нажатии на кнопки Самус может уклониться от атаки или прыгнуть на врага и сделать выстрел в упор. В отличие от других игр серии Metroid, уничтожение врагов не приносит предметов — восстановление здоровья и боеприпасов происходит либо с помощью особых навигационных будок, либо с использованием способности «Концентрация». В навигационных будках также можно сохранить игру. По сравнению с предыдущими играми, где игрок должен быть искать новые способности и оружие где-либо в игре, в Other M Самус добровольно отказывается использовать уже имеющиеся у нее способности, пока командир Адам Малкович не разрешит ей это сделать. В дополнение к этим разрешениям, игрок может найти в игре предметы, расширяющие запас энергии и ракет.
В качестве специальной функции после завершения игроки могут разблокировать специальный режим Theater Mode — он содержит все сюжетные заставки игры, а также видеозаписи геймплея, записанные разработчиками.

## Сюжет
Действие игры происходит вскоре после событий Super Metroid, но до начала Metroid Fusion. Охотница за головами Самус Аран принимает сигнал бедствия, который приводит её на заброшенную космическую станцию под названием «Корабль-Бутылка». Вскоре после прибытия Самус сталкивается с десантниками Галактической Федерации — 7-м взводом, в рядах которого находятся её старые друзья времён службы в армии — Адам Малкович и Энтони Хиггс. Малкович как командир отряда разрешает Самус остаться на корабле, но только на том условии, что она будет выполнять его приказы, как и другие солдаты. Самус решает принять подобный вызов для самой себя, чтобы доказать своему бывшему главнокомандующему, что она больше не тот ребёнок, кем она была при их совместной службе в рядах Армии Федерации и теперь способна ответственно относится к подобным миссиям.. Герои выясняют, что Корабле-Бутылка был тайной лабораторией Галактической Федерации, где под руководством доктора Мадлен Бергман разрабатывалось биологическое оружие.
Обследуя обезлюдевший корабль, Самус встречает молодую женщину из экипажа Корабля-Бутылки — та считает Самус и десантников группой зачистки, присланной уничтожить выживших. Один из солдат действительно пытается убить и женщину, и Самус; так как он скрывает своё лицо, Самус начинает называть этого неизвестного солдата «Стирателем». В течение ранних этапов игры герои сталкиваются с загадочным существом, которое быстро растёт и развивается — как оказывается, это воскресший заклятый враг Самус — дракон Ридли; он, как представляется Самус, убивает Хиггса. Самус вновь сталкивается с загадочной женщиной, которая представляется как Мадлен Бергман, руководитель лаборатории; учёные на Корабле-Бутылке пытались вернуть к жизни существ с планеты Зебес, уничтоженной в Super Metroid, и в числе клонированных ими созданий оказались и космические пираты, и метроиды — самые опасные существа во вселенной. Учёные Корабля-Бутылки не просто воскресили метроидов, но и лишили их единственной слабости — боязни низких температур. Самус направляется в Сектор Ноль, где содержатся улучшенные метроиды, но Адам Малкович не даёт ей войти: он отстыковывает Сектор Ноль от Корабля-Бутылки и взрывает вместе с монстрами и самим собой.
Самус находит «Стирателя» — Джеймса Пирса, одного из членов отряда Малковича — погибшим, как и Ридли; она убивает королеву метроидов и сталкивается с настоящей Мадлен Бергман: как выясняется, двойник, с которым Самус имела дело раньше — это андроид MB, или «Мелисса», чей искусственный интеллект представлял собой реконструированную копию Материнского Мозга (англ. Mother Brain), уничтоженного Самус в Super Metroid. Мадлен Бергман создала MB, чтобы наладить контакт с метроидами, но та становилась все более конфликтной и агрессивной. Когда учёные попытались перепрограммировать андроида, MB с помощью своих телепатических сил подняла на станции мятеж. Она подчинила себе космических пиратов и сумела вырастить королеву метроидов. Самус и Мадлен бросают вызов МВ; им удаётся одолеть андроида с помощью подкрепления Галактической Федерации, прибывшего по следам отряда Малковича. Среди пришедших на помощь Самус солдат есть и Хиггс — единственный боец из отряда Малковича, которому, как оказалось, удалось выжить. После титров в игре доступен ещё один дополнительный уровень: Самус возвращается на Корабль-Бутылку и забирает шлем Малковича — единственную вещь, которая от него осталась. С включением системы самоуничтожения станция взрывается, но Самус удаётся улететь на своём корабле.

## Разработка
Игра Metroid: Other M была разработала межстудийным коллективом под названием Project M — в него вошло свыше 100 сотрудников компаний Nintendo, Team Ninja и D-Rockets; процесс разработки занял три года. Геймдизайнер Ёсио Сакамото загорелся мыслью создать новую игру в серии Metroid для Nintendo Wii сразу же после выхода этой консоли; тем не менее, ему пришлось обратиться к сторонним разработчикам — его собственная команда не имела достаточного опыта для работы с игрой с трёхмерной графикой. Сакамото связался с Ёсукэ Хаяси из студии Team Ninja с предложением адаптировать игровой движок, который сама Team Ninja использовала в игре Ninja Gaiden (2004), для создания новой трехмерной игры в серии Metroid. Сакамото сам занял место продюсера и дизайнера сценария игры, и геймдизайном занимались три ключевых сотрудника Nintendo, работавших над предыдущими двухмерными играми серии — Metroid Fusion (2002) и Metroid: Zero Mission (2004). Team Ninja взяла на себя часть разработки, связанную с программированием и созданием трёхмерной графики, тогда как студия D-Rockets работала исключительно над внутриигровым видео, созданным с помощью компьютерной графики. Хаяси, будучи поклонником серии Metroid, считал «великой честью» возможность поработать над новой игрой серии, и подчеркивал, что Team Ninja постаралась включить в игру столько фантастических существ из прошлых игр серии, сколько это было возможно.

## Отзывы, продажи и награды
| Сводный рейтинг       | Сводный рейтинг |
| Агрегатор             | Оценка          |
| --------------------- | --------------- |
| GameRankings          | 79,11 %         |
| Metacritic            | 79/100          |
| «Критиканство»        | 78/100          |
| Иноязычные издания    |                 |
| Издание               | Оценка          |
| 1UP.com               | B-              |
| Destructoid           | 6,5/10          |
| Edge                  | 8/10            |
| Eurogamer             | 8/10            |
| Famitsu               | 35/40           |
| G4                    | [ 36 ]          |
| Game Informer         | 6,25/10 8/10    |
| GamePro               | [ 38 ]          |
| GameSpot              | 8,5/10          |
| GameSpy               | [ 39 ]          |
| GamesRadar+           | [ 40 ]          |
| GameTrailers          | 8,6/10          |
| IGN                   | 8,5/10          |
| Nintendo World Report | 7/10            |
| ONM                   | 91 %            |
| The Daily Telegraph   | 7/10            |
| The A.V. Club         | B               |
| Wired                 | 9/10            |
| Русскоязычные издания |                 |
| Издание               | Оценка          |
| «Страна игр»          | 8,5/10          |

По данным сайта-агрегатора Metacritic, игра Metroid: Other M получила «в целом положительные» отзывы прессы. Особых похвал критиков удостоился игровой процесс: так, обозреватель GameSpot Том Макши назвал схему управления в игре «уникальной и отзывчивой», а поиск спрятанных в игре секретов — «приносящим глубокое удовлетворение». Крэг Харрис в обзоре для IGN назвал геймплей Metroid: Other M «впечатляющей эволюцией дизайна старых „Метроидов“»; обозреватель GameTrailers описывал его как «приятный компромисс между стремлением угодить поклонникам серии и сделать её доступнее для широкой аудитории». Обозреватели журнала Famitsu особо одобрительно отозвались о системе уклонения Sense Move и гибком переключении между разными положениями камеры. Графика игры также получила положительные оценки. В статье для Eurogamer Кристиан Донлан особо отметил «чудесно прорисованных» противников Самус как одно из ключевых достоинств игры. Харрис отметил, что хотя с точки зрения визуального дизайна игра и уступает Metroid Prime 3, это все же одна из самых красивых игр на Wii, и дизайн фантастических существ, эффекты окружения и анимации персонажа достойны восхищения. Том Хоггинс в обзоре для The Daily Telegraph описывал локации, в которых происходит действия игры, как «насыщенные деталями», утверждая, что они помогают передать дух старых «Метроидов». По мнению Харриса, особого внимания заслуживал сам факт того, что в игре используется современный подход к построению повествования, нетипичный для игр Nintendo — «с озвучиванием и актерской игрой, записанной с помощью захвата движения». Обозреватель Wired Крис Колер также особо отметил высокое качество графики в катсценах. Музыкальное сопровождение в игре описывали как атмосферное и сохраняющее верность старым играм серии, хотя Макши с GameSpot высказывался о нём менее одобрительно — что музыка будто собрана из менее удачных треков, вырезанных из старых частей серии.
Некоторые нарекания вызвали сегменты игры, в которых игрок должен управлять Самус с видом от первого лица — при этом игровой персонаж не может двигаться, и Райан Скотт с сайта GameSpy описывал такой режим игры как «странное надуманное ограничение». Дэвид Волински с сайта The A.V. Club и Крис Скаллион из журнала Official Nintendo Magazine особо критиковали эпизоды с пиксель-хантингом, причем последний называл их «единственными по-настоящему ужасными моментами в игре». Критику вызывало и сама механика снятия ограничений на способностей Самус — обозреватели противопоставляли этот подход более традиционному для серии поиску спрятанных в мире игры предметов и называли его нелепым и унизительным для игрока с точки зрения сюжета. Обозреватель GamesRadar отмечал гораздо большую линейность Other M по сравнению с Metroid Fusion; он отрицательно отозвался о сложности сражений, как и обозреватель журнала Edge, писавший, что по-настоящему сильные противники встречаются лишь в самом конце игры. Критики также отмечали короткую продолжительность игры и невысокую реиграбельность.
Наибольшее негодование критиков вызвали сценарий, диалоги и продолжительность неинтерактивных заставок. Так, Макши считал присутствие внутриигровых заставок, которые нельзя пропустить, и в целом избыток сюжета в отрицательным Other M отступлением от традиций серии Metroid. Фил Коллар Game Informer отмечал, что эти заставки иногда длятся по 15 минут, «утомляя игрока повторением очевидных сюжетных моментов и истерических диалогов, ничуть не взрослее и не интереснее, чем дневник какого-нибудь подростка»; Донлан называл сюжет игры «мыльной оперой». Бен Крошоу в своей программе Zero Punctuation описал сюжет игры как «раздутую раковую массу, которая превращает Самус в визгливую истеричку в субмиссивных отношениях с болваном в фуражке» и говорил, что геймплей игры «бесконечно сильнее» сюжета хотя бы тем, что геймплей этот просто плох. Обозреватель G4TV Эбби Хеппе раскритиковала персонажа Самус: игра представляет отважную героиню, которая раньше спасала Галактику в одиночку, в виде покорной, инфантильной и сомневающейся в себе девочки, которая не использует свои сверхспособности, пока персонаж-мужчина ей не прикажет; паника Самус при столкновении с Ридли — противником, которого она побеждала уже несколько раз в предыдущих играх серии — представилась Хеппе особенно неуместной. Напротив, Сергей Цирюлик в обзоре для «Страны игр» называл претензии к характеру Самус «абсурдными», покорность героини прихотям Малковича — следствием глубокого уважения к бывшему наставнику, а механику ограничения собственных сил — дающей ей «двести баллов по шкале крутости». В том же номере «Страны игр» был опубликован ещё один редакционный материал, где авторы журнала критиковали отрицательную реакцию западных игроков и прессы на сюжет Other M и рассуждали о том, что фанаты сами придумали себе образ Самус как чрезвычайно хладнокровной и сильной женщины, хотя в предыдущих играх практически отсутствовали сюжет и диалоги; и что для разработчиков вполне приемлемо жертвовать непротиворечивостью вселенной ради создания увлекательного геймплея.